# Pterocles orientalis
La ganga ortega o simplemente ortega (Pterocles orientalis) es una especie de ave de la familia Pteroclididae propia del sur de Eurasia y el norte de África.

## Descripción

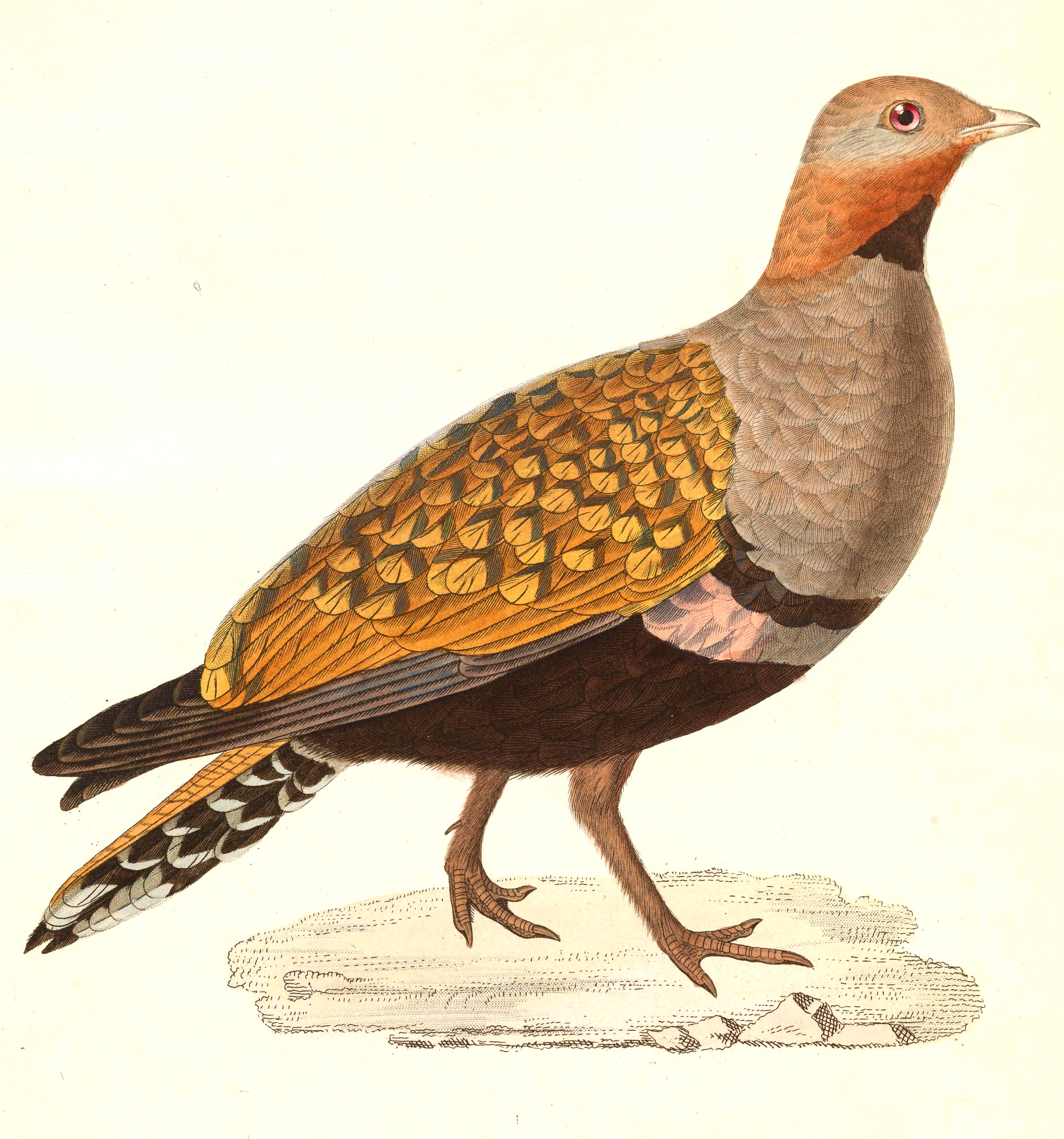
Macho de ortega en una ilustración de 1838.

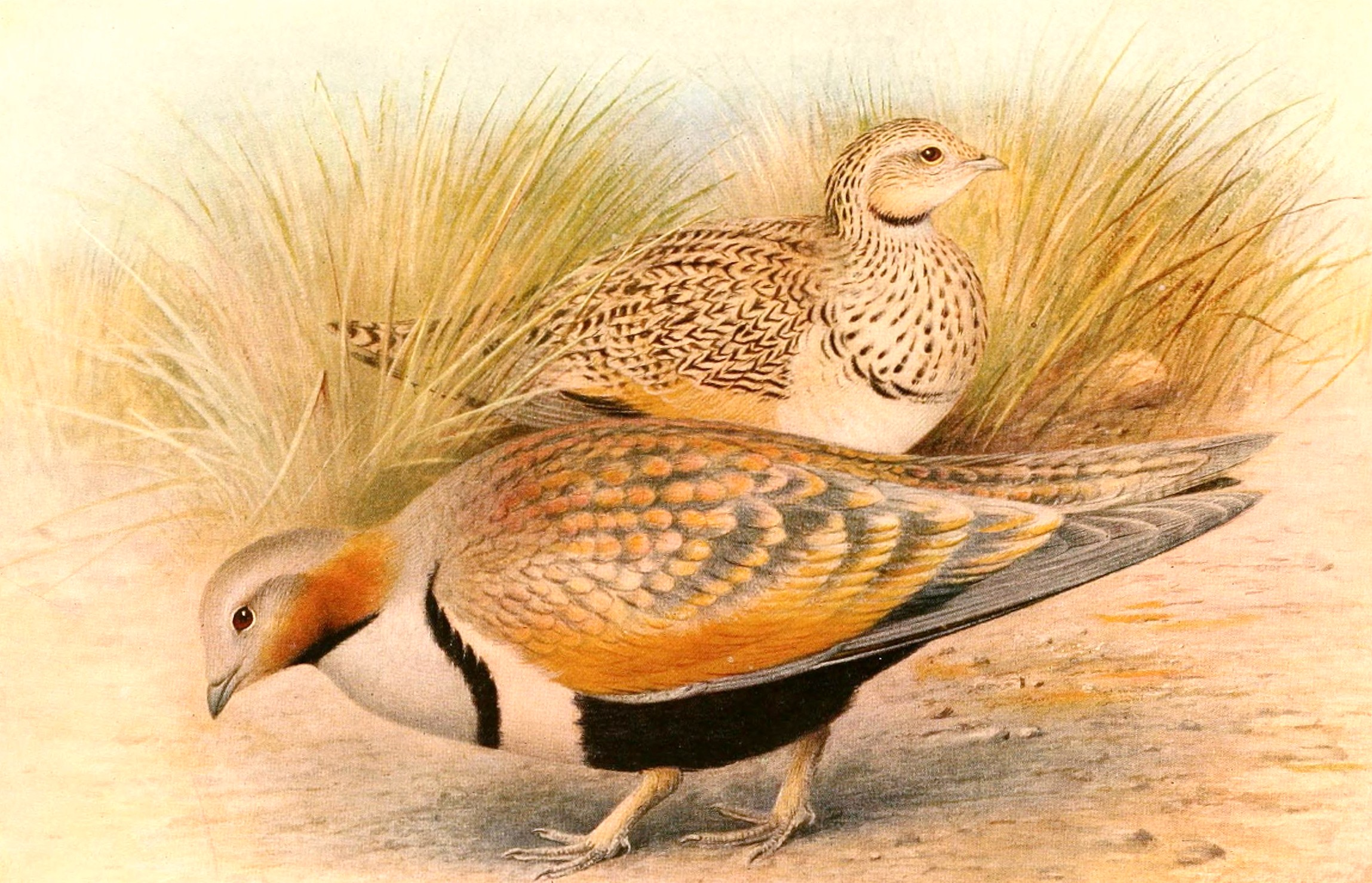
Ilustración con una pareja de ortegas (P. o. arenarius) de 1905.

La ganga ortega es un ave robusta con cabeza similar a la de las palomas y alas largas y anchas. Mide de 30 a 39 cm de largo y pesa entre 300 y 615 g. Presenta un claro dimorfismo sexual, aunque ambos sexos tienen negros el vientre y las plumas de vuelo de alas y cola, siendo muy evidente esta característica en vuelo. El macho tiene la cabeza, el cuello y la parte superior del pecho de color gris, salvo una mancha negra en la garganta enmarcada por tonos canela anaranjados que se extienden por los laterales del cuello y la parte inferior de las mejillas. El resto de las partes superiores son de color pardo grisáceo salpicadas de motas de color amarillento. La parte inferior del pecho es una ancha franja de color ocre rosado enmarcada por una lista negra en la parte superior y el negro del vientre. En cambio, la hembra tiene las partes superiores de color ocre, con un denso y fino veteado negro incluso en el píleo, el cuello y la parte superior del pecho, aunque en la parte inferior del pecho también tiene la línea negra y la banda ocre rosada, y presentan una pequeña lista negra en el frontal del cuello, donde los machos tienen la base del triángulo negro.
Su canto es un "chürrr'r'r're-ka" ligeramente descendente, y que de lejos asemeja al bufido de un caballo.
La subespecie presente únicamente en Asia es de mayor tamaño y de tonos más claros que también está presente en Europa y África. Los machos tienen las partes superiores más amarillas y más grisáceas que los de la subespecie occidental. Las hembras pueden ser más claras en las partes inferiores, pero con frecuencia son indistinguibles.
La ortega se diferencia fácilmente de la ganga ibérica (Pterocles alchata) por su mayor tamaño, su vientre negro, y por la ausencia de plumas alargadas en la cola y listas oculares negras.

## Taxonomía y etimología

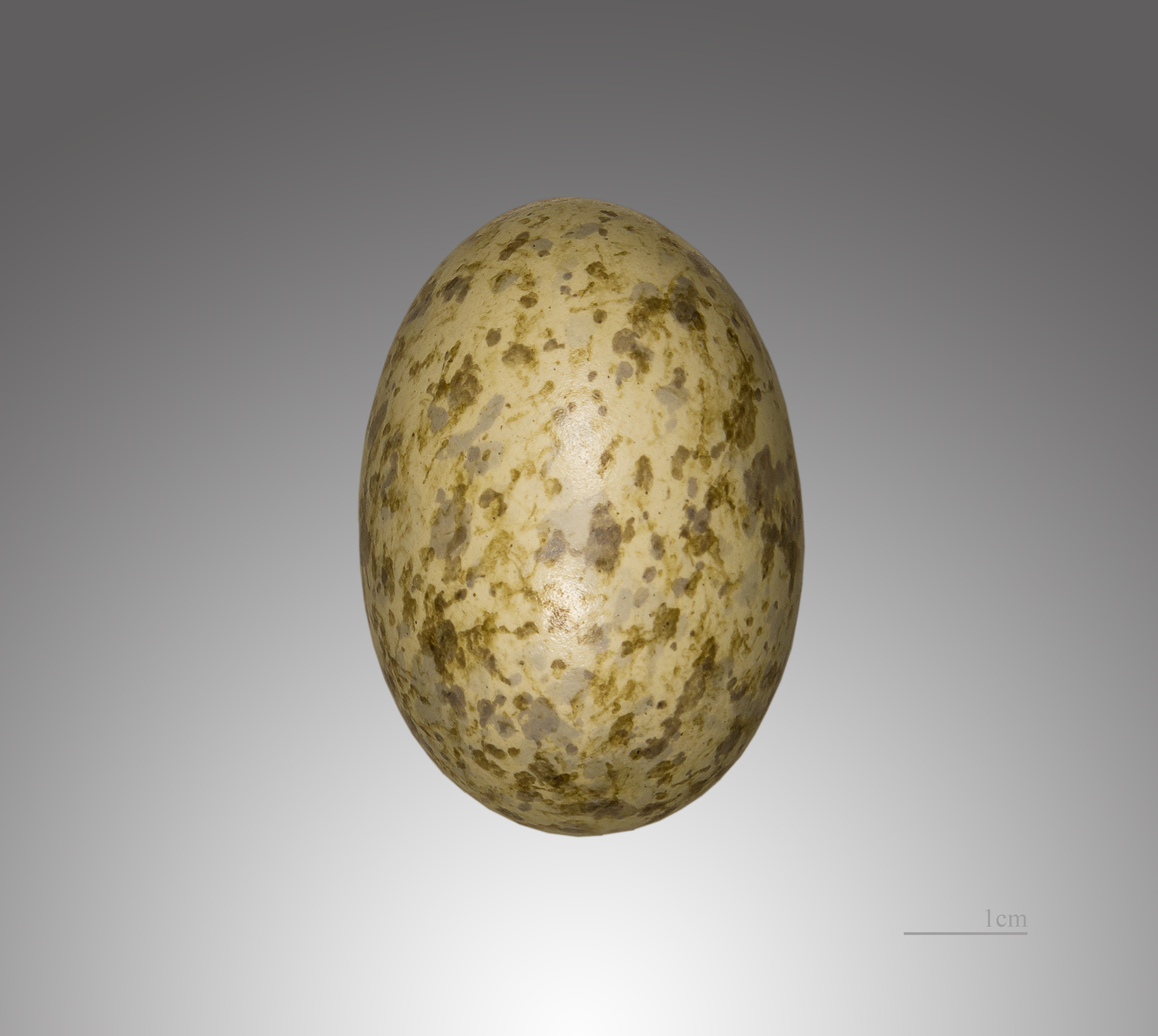
Huevo de ortega.

Los pterocliformes son aves adaptadas a los terrenos áridos, de cabezas parecidas a las de las palomas, pero con cuerpos más robustos y rechonchos. Su taxonomía ha sido controvertida. Inicialmente fueron clasificados dentro de galliformes, pero sus similitudes se deben a la convergencia adaptativa a los medios terrestres. Posteriormente fueron incluidos en columbiformes, pero en la actualidad se consideran una familia separada.
La ganga ortega fue descrita científicamente por Carlos Linneo en 1758 en la décima edición de su obra Systema naturae, con el nombre de Tetrao orientalis. Posteriormente fue trasladada al género Pterocles, creado por Coenraad Jacob Temminck en 1815. 
La etimología del nombre de su género Pterocles proviene del término griego pteron que significa «ala», y la terminación -klēs «notable por». En cambio, el nombre de su especie, orientalis, en latín significa «oriental».
Se reconocen dos subespecies:
- P. o. arenarius (Pallas, 1775) - se extiende por Asia Central.
- P. o. orientalis (Linnaeus, 1758) - a pesar de su contradictorio nombre la subespecie nominal ocupa la zona occidental de su área de distribución: la península ibérica, Fuerteventura y el norte de África y Oriente medio hasta el oeste de Irán.

## Distribución y hábitat
Tiene una distribución dispersa; está presente en la península ibérica, y en el norte de África, vuelve a aparecer en la Anatolia, y Oriente Medio, además de Fuerteventura y Chipre. Además se extiende por las estepas de Asia Central, de Kazajistán al sur de Irán, Afganistán y noroeste de China (Xinjiang) y el noroeste de la India.
Habita en zonas áridas y llanuras con poca vegetación, como las estepas llanas y los semidesiertos poco accidentados. No está amenazada a nivel global y su población se estima entre 500,000-4,000,000 individuos, aunque está en declive debido principalmente al abuso de herbicidas e insecticidas.

## Comportamiento
Son aves gregarias que se encuentran en llanuras con vegetación baja y dispersa, aunque evitan las zonas que carecen por completo de vegetación, a diferencia de las gangas ibéricas. Se alimentan principalmente de semillas. Son nómadas y parcialmente migratorias, y sus robustas alas les permiten un vuelo rápido y directo. Suelen concentrarse en los abrevaderos al amanecer.
Anidan en una ligera depresión del suelo. Su puesta suele estar compuesta por tres huevos verdosos con manchas pardas que se camuflan en el suelo. Ambos miembros de la pareja incuban los huevos y cuidan de los polluelos nidífugos, pero solo los machos se encargan de traerles agua, empapando las plumas especializadas de su pecho en los bebederos, y así los polluelos no se arriesgan a acercarse al agua donde es más probable la presencia de depredadores.